# Ротенштайн (Тюрингия)
Ротенштайн (нем. Rothenstein) — община в Германии, в земле Тюрингия.
Входит в состав района Заале-Хольцланд. Подчиняется управлению Зюдлихес Залеталь. Население составляет 1345 человек (на 31 декабря 2010 года). Занимает площадь 10,48 км².